# Aeroporto di Minsk
L'Aeroporto Nazionale di Minsk o Aeroporto di Minsk, prima conosciuto anche come Aeroporto Minsk-2 (IATA: MSQ, ICAO: UMMS) (in bielorusso Нацыянальны аэрапорт Мінск, Nacyjanal'ny aėraport Minsk; in russo Национальный аэропорт Минск, Nacional'nyj aėroport Minsk) è l'aeroporto internazionale situato vicino a Minsk, in Bielorussia. All'aeroporto di Minsk-MSQ dal 2012 ha la sede il Museo dell'Aviazione Civile della Bielorussia.

## Storia

### 1976 - 1991
Fino agli anni '70 la città di Minsk era servita dall'aeroporto, che si trovava sul territorio della città. Ma i parametri tecnici di questo aeroporto non consentivano il decollo e l`atterraggio di aerei grandi tipo Tu-154. Inoltre, il rumore proveniente dall`aeroporto interferiva con i residenti delle zone vicine.
- 1976 - il Ministero della Aviazione Civile della URSS ed il Governo Sovietico hanno emanato il decreto collettivo della costruzione di secondo aeroporto di Minsk.
- 1977 - inizio della costruzione di nuovo aeroporto.

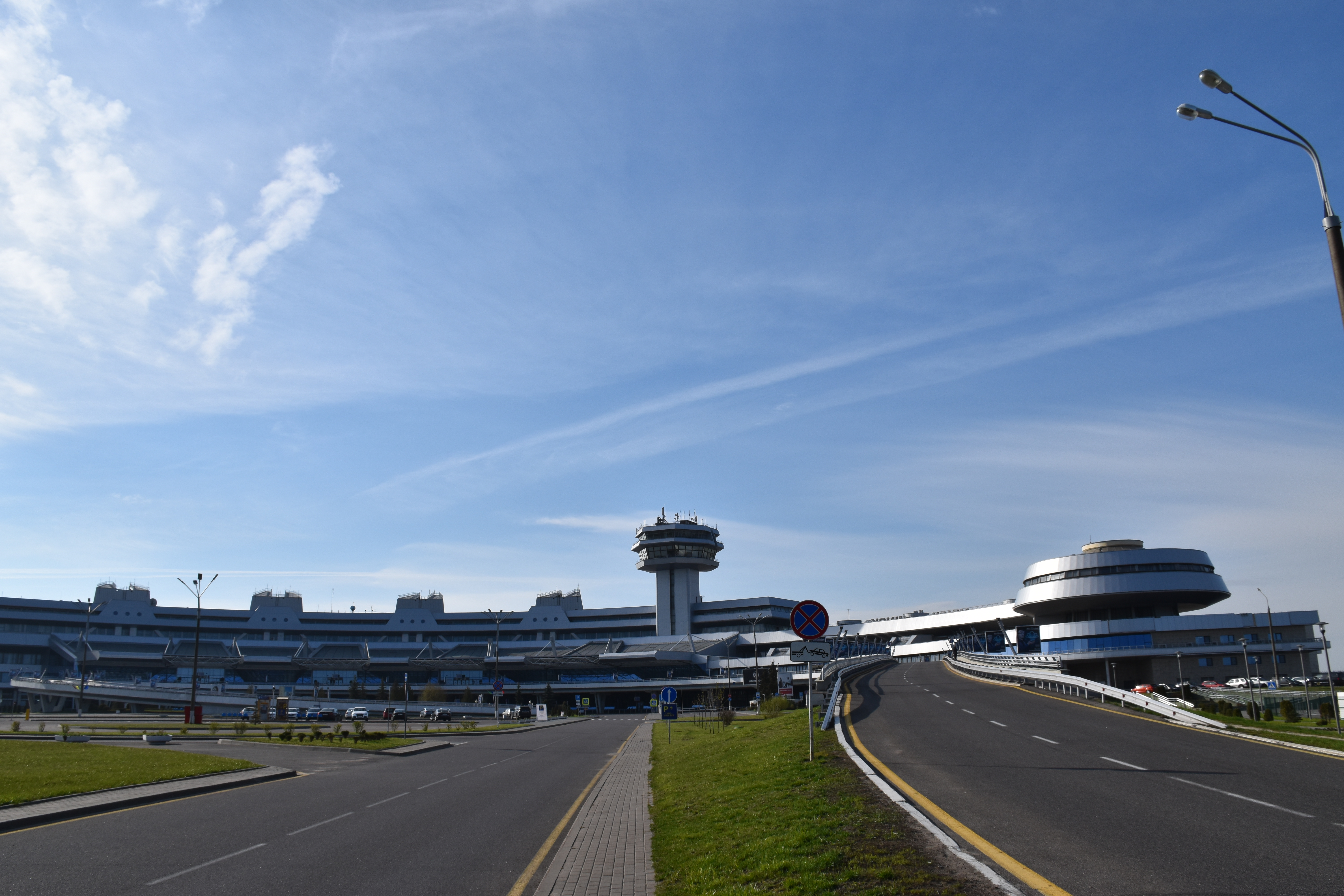
Area aeroportuale

- Area aeroportuale1979 - la pista di lunghezza 3640 m è stata costruita.
- 1983 - apertura dell`aeroporto Minsk-2.
- 1989 - apertura della prima parte del terminal passeggeri.

### 1992 - 2012
- 23 febbraio 1993 - il terminal passeggeri è stato costruito totalmente.

### 2013 - tempo presente
- 2013-2014 - ricostruzione generale del terminal passeggeri.
- 2019 - la seconda pista di lunghezza 3700 m è stata costruita.
- 2020 - il terminal passeggeri è allargato e modernizzato.

## Dati tecnici

### Aerodromo
L'aeroporto di Minsk dotato di due piste. Prima (vecchia) attiva di 3,640 m х 60 m che permette l'atterraggio/decollo di tutti i tipi di aerei (inclusi Airbus A380, Antonov An-124, Boeing 747) e di elicotteri. La seconda (nuova) pista di 3,700 m х 60 m è stata finita il 4 maggio 2019 e permette decollo di tutti i tipi di aerei e di elicotteri e l`atterraggio ti tutti questi tipi di un avvicinamento strumentale di precisione verso la pista (ILS) CAT IIIA.

### Terminal
L'Aeroporto Nazionale di Minsk è aperto per i voli di linea, charter, cargo 24 ore al giorno. L'area terminal è 75000 mq. Il terminal è dotato di manicotti d`imbarco. Nella zona delle partenze internazionali ci sono delle camere per dormire (singole e doppie).

### Parcheggi
L`aeroporto è dotato di un parcheggio di lungo termine.

## Compagnie aeree e destinazioni
L'aeroporto di Minsk è la base principale sia della compagnia aerea bielorussa Belavia Belarusian Airlines che delle compagnie cargo TransAviaExport, Rubystar, Rada Airlines e Genex. 
- Belavia: Mosca (SVO, DME, ZIA), San Pietroburgo, Kaliningrado, Soči, Kazan', Krasnodar, Nižnij Novgorod, Voronež, Kiev (KBP, IEV), Odessa, Charkiv, Leopoli, Chisināu, Erevan, Baku, Tbilisi, Batumi, Roma (FCO), Milano (MXP), Ginevra, Parigi (CDG), Nizza (estivo), Francoforte sul Meno, Berlino (SXF), Monaco di Baviera, Hannover, Vienna, Varsavia, Praga, Budapest, Belgrado, Vilnius, Riga, Tallinn, Stoccolma (ARN), Helsinki, Larnaca, Istanbul, Barcelona, Londra (LGW), Amsterdam, Bruxelles (CRL), Astana, Almaty, Pavlodar, Karaganda, Qostanay, Aşgabat, Tel Aviv, Beirut, Palanga (estivo);
- Aeroflot: Mosca (Šeremet'evo - SVO);
- UTair: Mosca (Vnukovo - VKO), Surgut;
- AirBaltic: Riga;
- Air China: Pechino (PEK);
- Austrian Airlines: Vienna;
- Etihad Airways: Abu Dhabi;
- Sala di controllo passaportoIraqi Airways: Baghdad;
- LOT: Varsavia (WAW);
- Lufthansa: Francoforte sul Meno;
- Motor Sich: Zaporižžja;
- Turkish Airlines: Istanbul (IST);
- Turkmenistan Airlines: Aşgabat;

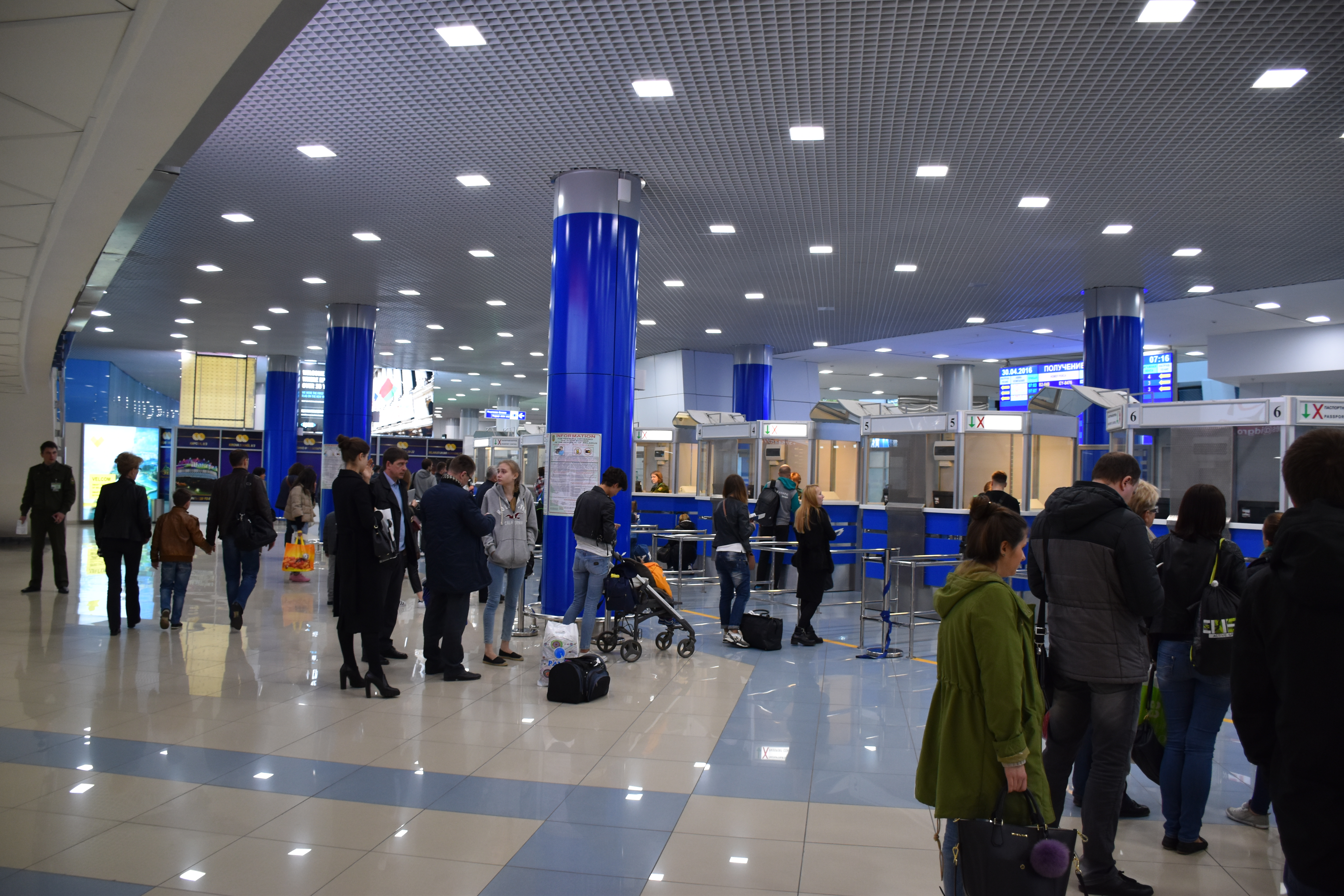
Sala di controllo passaporto

- Ukraine International Airlines: Kiev (KBP);
- Uzbekistan Airways: Tashkent;
- Vueling: Barcelona.

## Collegamenti con Minsk

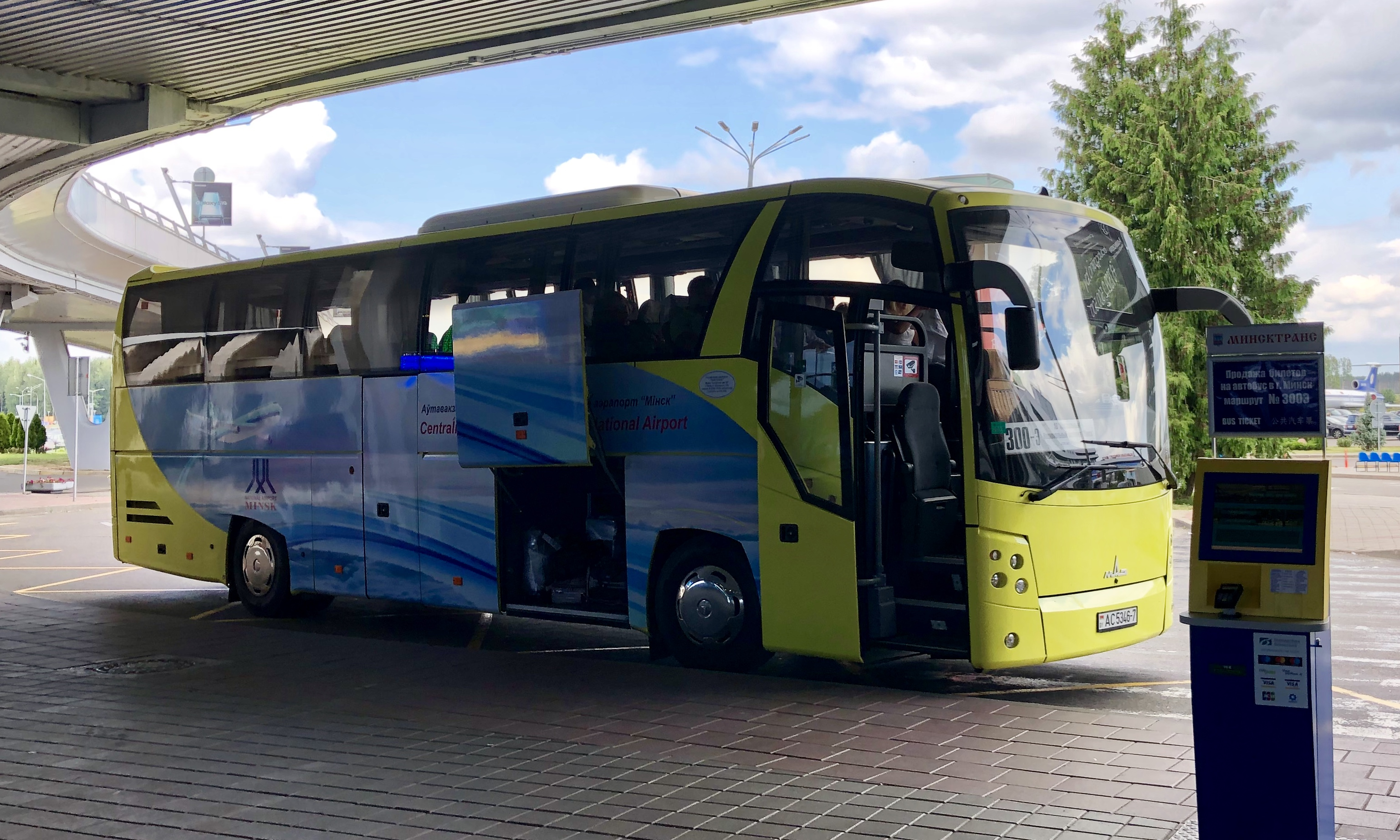
Shuttle bus No 300 parte dall`aeroporto

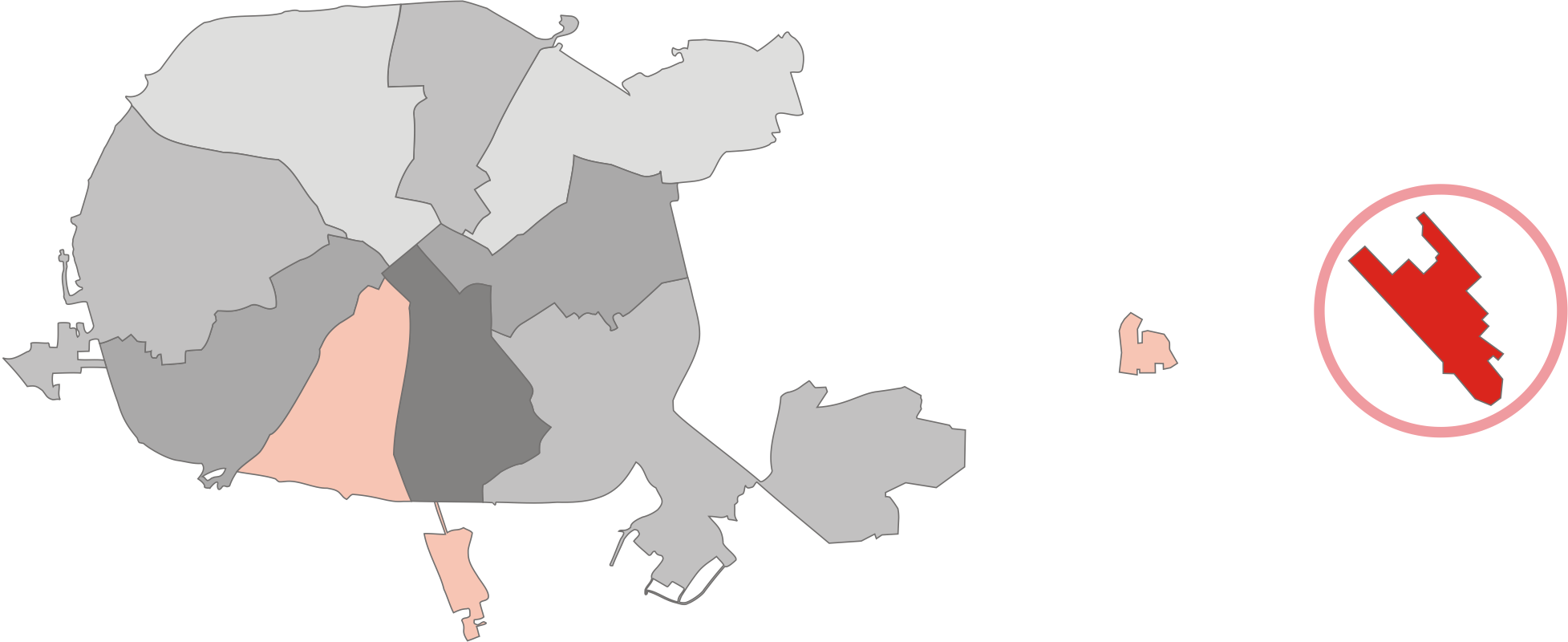
La posizione dell'aeroporto rispetto a Minsk.

### Auto
L'aeroporto di Minsk si trova a circa 40 km dalla capitale bielorussa ed è facilmente raggiungibile percorrendo la superstrada statale M2 che collega il Terminal con la superstrada magistrale M1 (Strada europea) e col Raccordo Anulare di Minsk M9 conosciuto anche come MKAD.

### Taxi
L'aeroporto è servito dai taxi che permettono facilmente raggiungere le principali città della zona: Borisov, Minsk, Žodino, Dzeržinsk, Osipoviči.
Taxi ufficiale aeroportuale costa 40 rubli bielorussi fino a Minsk. Tempo di viaggio dal/al centro di Minsk - 45-50 minuti.

### Trasporto pubblico

#### Bus
L'aeroporto di Minsk è collegato con la città di Minsk tramite la linea express No 300 del servizio pubblico (Minsktrans). Il biglietto costa 4 rubli bielorussi e si acquista da conducente. Si può pagare con la carta bancaria. Tempo di corsa - 1 ora.
Passa anche taxi collettivo ("marshrutka") No 1400. L`autobus collega l`aeroporto con la stazione ferroviaria principale (Minsk Centrale), con il terminale bus interurbano Centralny e con la capolinea della Linea Moskovskoja della Metropolitana di Minsk, stazione Uruč'e.
Dall`aeroporto passa anche autobus-express No 173 con la destinazione Sokol (parte 4 volte al giorno).

#### Treno
La linea di treno express dalla stazione Centrale di Minsk è sotto costruzione.